# Lophiophora latefasciata
Lophiophora latefasciata là một loài bướm đêm trong họ Noctuidae.